# Парламентские выборы в Гвинее-Бисау (2023)
Внеочередные парламентские выборы в Гвинее-Бисау прошли 4 июня 2023 года вследствие того, что действующий президент страны Умару Сисоку Эмбало 16 мая 2022 года распустил Национальное народное собрание, обвиняя его депутатов в коррумпированности, отсутствии какого-либо понимания с другими ветвями власти и попытке военного переворота со стороны Национальной гвардии, имевшего признаки соучастия со стороны политиков.
Победу на выборах одержала оппозиционная коалиция «ПАИ—Терра Ранка» (порт. PAI-Terra Ranka от Plataforma Aliança Inclusiva-Terra Ranka), получив в парламенте 54 из 102 мест и тем самым обеспечив себе абсолютное большинство. Коалиция была сформирована накануне выборов в апреле 2023 года Африканской партией независимости Гвинеи и Кабо-Верде (ПАИГК) и ещё четырьмя силами — Союзом за изменения, Партией демократической конвергенции, Социал-демократической партией и Гвинейским демократическим движением.

## Выборная система
В Национальное народное собрание избираются 102 человека: 100 из них — согласно пропорциональной избирательной системе от 27 многомандатных округов, ещё 2 — от одномандатных округов, зарезервированных для граждан Гвинеи-Бисау, проживающих за границей (1 — от других африканских стран и 1 — от Европы).
Председателем Парламента становится лидер партии, набравшей по итогам выборов наибольшее число голосов.

## Результаты
|                                      |                                                       |         |        |      |      |
| Партия                               | Партия                                                | Голоса  | %      | Мест | +/-  |
|                                      | ПАИ—Терра Ранка                                       | 264 240 | 39,42  | 54   | нов. |
|                                      | Движение за демократическую альтернативу              | 163 509 | 24,39  | 29   | ▲ 2  |
|                                      | Партия социального обновления                         | 100 429 | 14,98  | 12   | ▼ 9  |
|                                      | Гвинейская рабочая партия                             | 54 784  | 8,17   | 6    | нов. |
|                                      | Ассамблея объединённого народа                        | 29 787  | 4,44   | 1    | ▼ 4  |
|                                      | Сопротивление Гвинеи-Бисау                            | 10 989  | 1,64   | 0    | ▬ 0  |
|                                      | Новая демократическая партия                          | 7 111   | 1,06   | 0    | ▼ 1  |
|                                      | Патриотический фронт национального спасения           | 6 379   | 0,95   | 0    | ▬ 0  |
|                                      | Национальное сближение во имя свободы и демократии    | 5 200   | 0,78   | 0    | нов. |
|                                      | Африканский национальный конгресс                     | 4 526   | 0,68   | 0    | ▬ 0  |
|                                      | Африканская партия за мир и социальную справедливость | 4 272   | 0,64   | 0    | нов. |
|                                      | Партия света                                          | 3 021   | 0,45   | 0    | нов. |
|                                      | Социал-демократическое движение                       | 3 020   | 0,45   | 0    | нов. |
|                                      | Гвинея Нобу                                           | 2 600   | 0,39   | 0    | нов. |
|                                      | Партия национального единства                         | 2 368   | 0,35   | 0    | ▬ 0  |
|                                      | Республиканская партия за независимость и развитие    | 2 363   | 0,35   | 0    | ▬ 0  |
|                                      | Африканская партия за сободу и развитие               | 1 657   | 0,25   | 0    | нов. |
|                                      | Наша Родина                                           | 1 155   | 0,17   | 0    | нов. |
|                                      | Объединённая социал-демократическая партия            | 1 070   | 0,16   | 0    | нов. |
|                                      | Альянс за Республику                                  | 757     | 0,11   | 0    | нов. |
|                                      | Партия народного манифеста                            | 717     | 0,11   | 0    | ▬ 0  |
|                                      | Демократический центр                                 | 303     | 0,05   | 0    | ▬ 0  |
| Недействительные / пустые бюллетени  | Недействительные / пустые бюллетени                   | 40 801  | 5,74   | —    | —    |
| Всего                                | Всего                                                 | 711 058 | 100,00 | 102  | —    |
| Зарегистрированных избирателей. Явка | Зарегистрированных избирателей. Явка                  | 893 618 | 79,57  | —    | —    |